# Ель-Кардосо-де-ла-Сьєрра
Ель-Кардосо-де-ла-Сьєрра (ісп. El Cardoso de la Sierra) — муніципалітет в Іспанії, у складі автономної спільноти Кастилія-Ла-Манча, у провінції Гвадалахара. Населення — 80 осіб (2010).
Муніципалітет розташований на відстані близько 80 км на північ від Мадрида, 55 км на північний захід від Гвадалахари.
На території муніципалітету розташовані такі населені пункти: (дані про населення за 2010 рік)
- Босігано: 5 осіб
- Кабіда: 3 особи
- Ель-Кардосо-де-ла-Сьєрра: 52 особи
- Кольменар-де-ла-Сьєрра: 6 осіб
- Корралехо: 11 осіб
- Пеньяльба-де-ла-Сьєрра: 3 особи

## Демографія
Динаміка населення (INE ):

## Галерея зображень

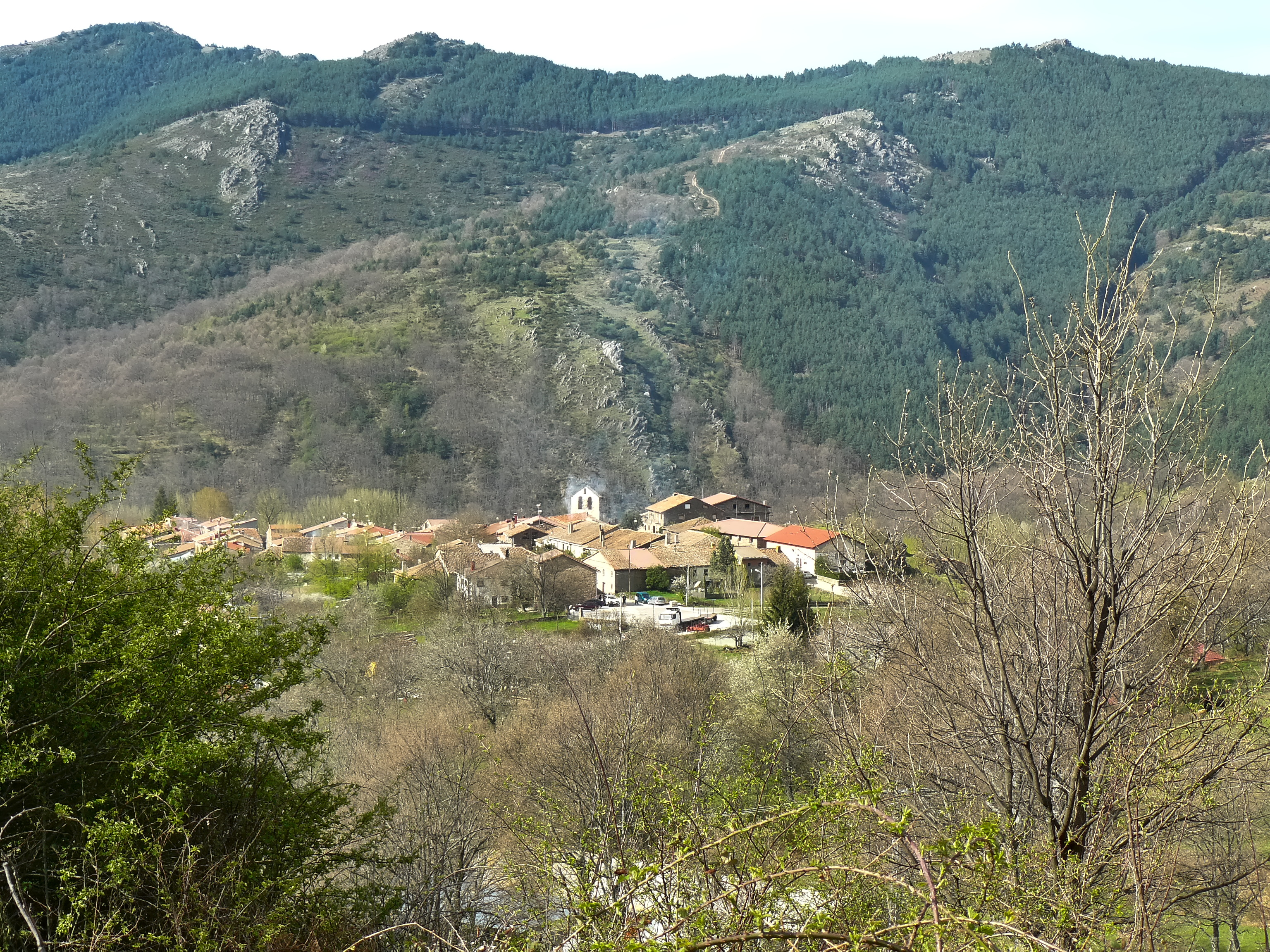
Ель-Кардосо-де-ла-Сьєрра
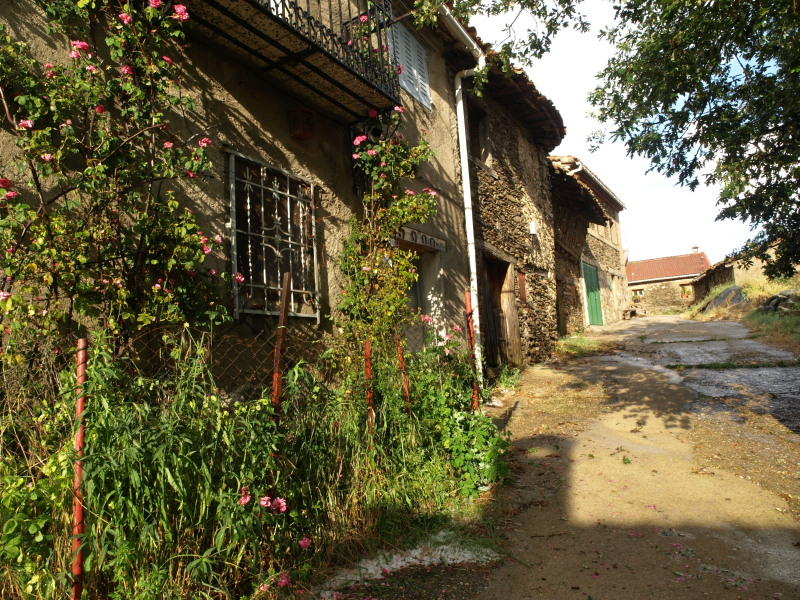
Вулиця
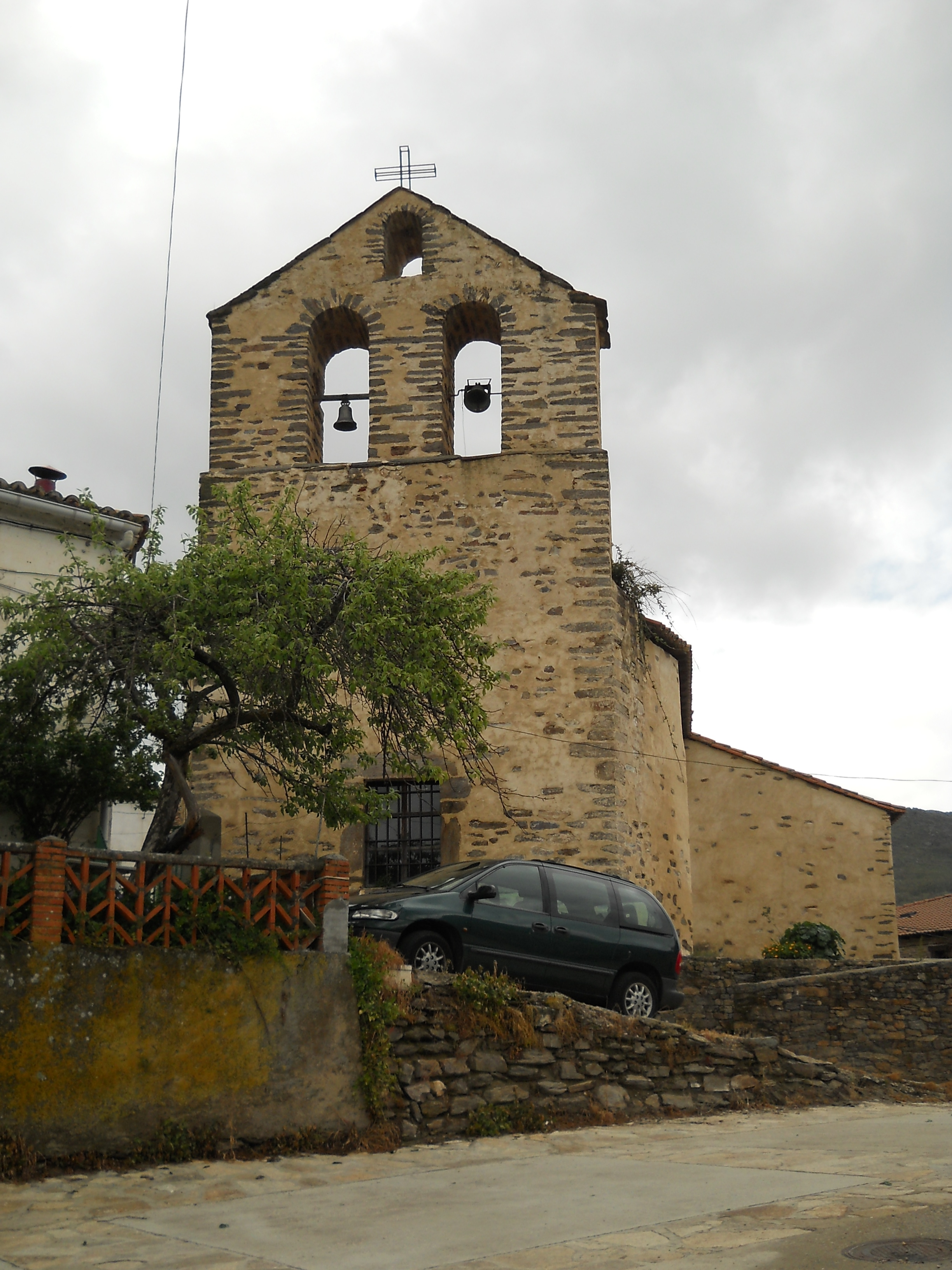
Церква Сантьяго-Апостол